# ژیوه
ژیوه (به فرانسوی: Givet) یک کمون در فرانسه است که در کانتون ژیوه واقع شده‌است.

## خصوصیات
ژیوه ۱۸٫۴۱ کیلومتر مربع مساحت و ۶٬۷۳۶ نفر جمعیت دارد و ۱۲۴ متر بالاتر از سطح دریا واقع شده‌است.

## خواهرخوانده
بخش فینسپونگ در سوئد خواهرخواندهٔ ژیوه است.